# Amicie de Digoine
Amicie de Digoine   (Sent Aleissandre, 1858 - l'Hospitalet de Llobregat, 1923) va ser una dona francesa, membre per casament d'una família de la noblesa de l'Hospitalet de Llobregat, distingida per les obres de beneficència social en favor d'aquesta ciutat.

## Biografia
Filla de Charles de Digoine du Palais i de Valentine de Bernard de Talode du Graïl, el 1875 es va casar amb Josep d'España i d'Orteu (1846-1918), un polític carlista a qui Carles VII va concedir el títol de marquès de Montsarra. Per a obres de beneficència a l'Hospitalet, Amicie de Digoine va cedir en diverses ocasions els jardins de la casa senyorial dels España.
Va ser mare de Pilar, Mercè i de Carles d'España i de Digoine, qui va ser tinent d'alcalde de l'Ajuntament de l'Hospitalet durant l’alcaldia de Tomàs Giménez Bernabé (dictadura de Primo de Rivera). A la mort de la seva mare, va promoure la urbanització de la finca, on van fer-se tres nous carrers, i l'octubre del 1928, un d'ells va rebre el nom de «carrer de Digoine».
Com a reconeixement a l'activitat filantròpica d'Amicie de Digoine a la ciutat, el 1923 va ser nomenada sòcia honorària, a títol pòstum, del Patronat General de Beneficència de l'Hospitalet.